# Post Office Mauritius

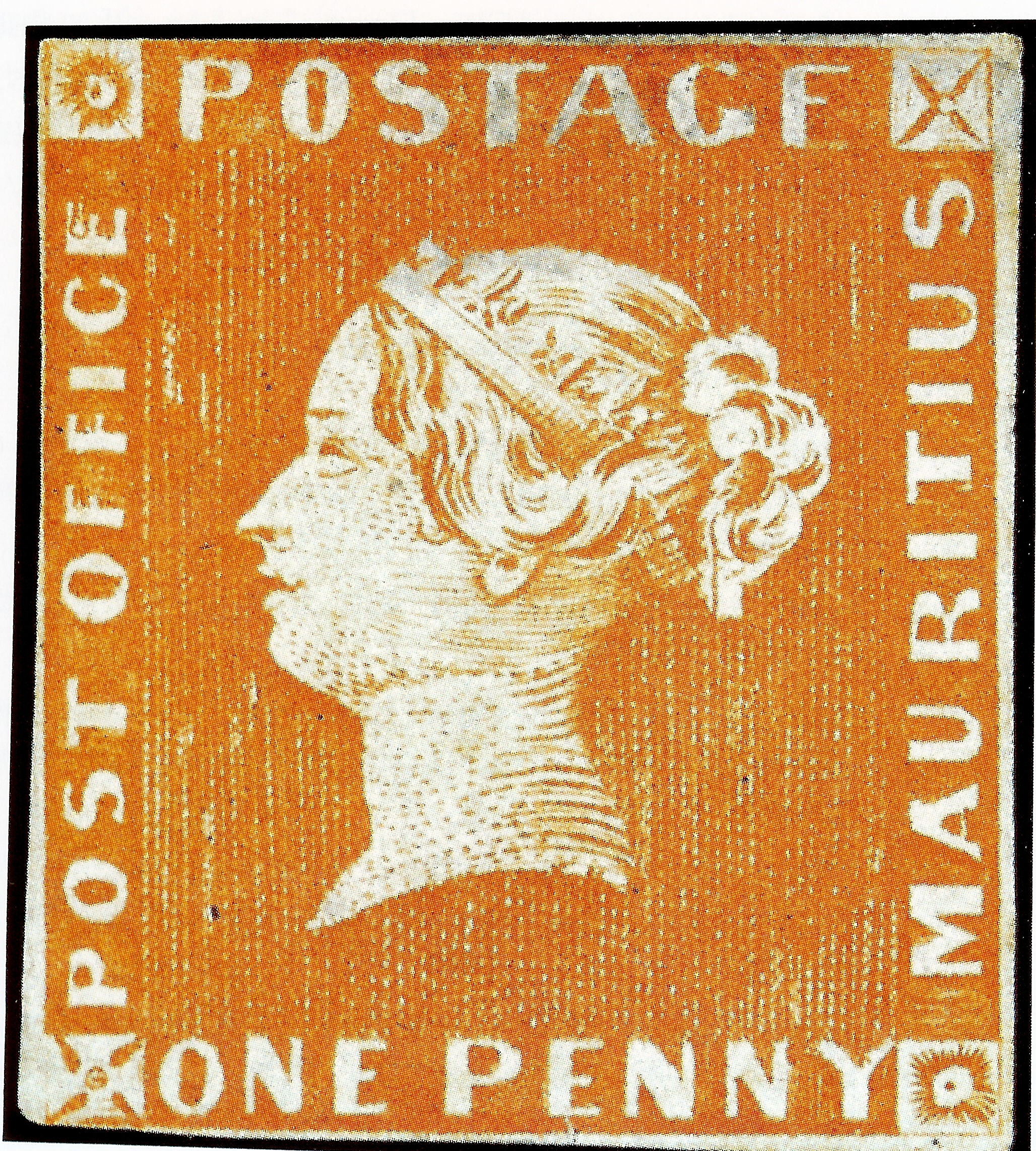
De Rode Mauritius

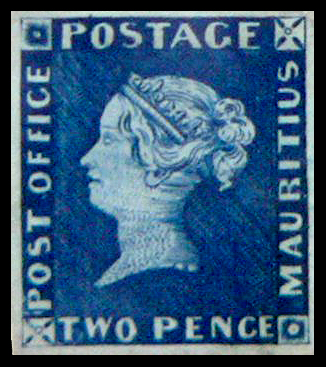
De Blauwe Mauritius

Post Office Mauritius of kortweg Post Office is de eerste postzegelemissie van het eiland Mauritius, destijds een Britse kolonie, uitgegeven op 12 september 1847. De emissie met de beeldenaar van koningin Victoria bestond uit twee postzegels: 1 penny in de kleur oranje-rood en 2 pence in de kleur blauw. Deze zegels zijn ook bekend als de Rode Mauritius en de Blauwe Mauritius.
Onder niet-filatelisten zijn dit de bekendste postzegels, met de Blauwe Mauritius aan top, al zijn het niet de zeldzaamste of duurste postzegels die er bestaan. Van de Blauwe Mauritius zijn wereldwijd 8 gebruikte en 4 ongebruikte zegels bekend; van de Rode Mauritius zijn er nog 12 gebruikte en 2 ongebruikte zegels. Hiervan zitten vier zegels op twee brieven: de Bordeaux-brief met een rode en een blauwe zegel en de Bombay-brief met twee rode zegels.
Reeds in 1848 verscheen een tweede emissie met de tekst "Post Paid" in plaats van "Post Office". Verzamelaars beschouwden de eerste emissie (ten onrechte) als drukfout en om die reden waren de zegels erg gewild.
De vier ongebruikte exemplaren van de Blauwe Mauritius bevinden zich in de volgende collecties:
- de privécollectie van koningin Elizabeth II;
- het Nationaal Archief in Den Haag;
- het postmuseum in Londen;
- het Blue Penny museum in Port Louis, de hoofdstad van Mauritius - hier bevindt zich ook een Rode Mauritius ongebruikt.

De naam van postzegelhandelaar Jean-Baptiste Moens is verbonden aan de Post Office zegels.
Audrey Hepburn-postzegel · Baden 9 kreuzer kleurfout blauwgroen · Bazeler duif · Benjamin Franklin 1c Z-grill · British Guiana 1c magenta · Curtiss Jenny kopstaand · Gele dom · HMS Glasgow foutdruk · Omgekeerde Dendermonde · Penny Black · Post Office Mauritius · Rode Mercurius · Sachsendreier · Schwarzer Einser · Tre skilling banco geel